# Емец, Виктор Валентинович
Ви́ктор Валенти́нович Е́мец (укр. Віктор Валентинович Ємець; род. 15 марта 1976, Антрацит, Ворошиловградская область) — российский государственный деятель. Соучредитель, генеральный директор ООО «Наймикс» (электронная площадка для взаимодействия юридических лиц и самозанятых) с 2019 года. Глава Администрации города Костромы (2012—2018).

## Биография
Родился 15 марта 1976 года в городе Антрацит Луганской области (Украинская ССР). В 1998 году окончил Костромской государственный технологический университет по специальности «Бухгалтерский учёт и аудит». В 2006—2008 гг. прошёл профессиональную переподготовку в Академии народного хозяйства при Правительстве РФ по программе «Master of Business Administration. МВА». Специализация «Стратегический менеджмент и маркетинг».
• С декабря 1997 по февраль 1998 года — коммерческий агент, ОАО «Костромской судомеханический завод».
• С февраля 1998 по июль 2000 года — генеральный директор ЗАО «Тэкка».
• С 2000 по 2008 год — генеральный директор ЗАО «Трудовые резервы».
• С ноября 2005 года по февраль 2011 года — директор по корпоративному развитию ГК «Дело».
• С февраля 2011 года по июль 2012 года — генеральный директор ООО «Инопланетные идеи».
• Решением Думы города Костромы 19 июля 2012 года назначен на должность главы Администрации города Костромы сроком на три года.
• Решением Думы города Костромы 5 ноября 2015 года назначен на должность главы Администрации города Костромы сроком на пять лет.
• Являлся депутатом Думы города Костромы IV и V созывов.
• С 2019 года по настоящее время — генеральный директор ООО «Наймикс».
Кандидат в мастера спорта по баскетболу.
Женат, воспитывает двух дочерей и сына.

## Интересные факты
Выборы сити-менеджера (главы Администрации, исполнительной власти) города Костромы в 2012 году проходили 2 раза. Это было связано с тем, что по итогам первого голосования депутатов два кандидата Максим Постников и Емец Виктор набрали одинаковое количество голосов. В результате второго конкурса победу одержал Емец Виктор Валентинович, набрав большинство голосов. Все это время Кострома оставалась без главы Администрации. С момента оставления должности Алексеем Викторовичем Шадричевым 16 февраля до 19 июля 2012 года городским хозяйством руководил исполняющий обязанности главы Администрации вначале Бислан Ахимсултанович Сатуев, а затем Зоя Константиновна Юдичева.